# Мжавеули

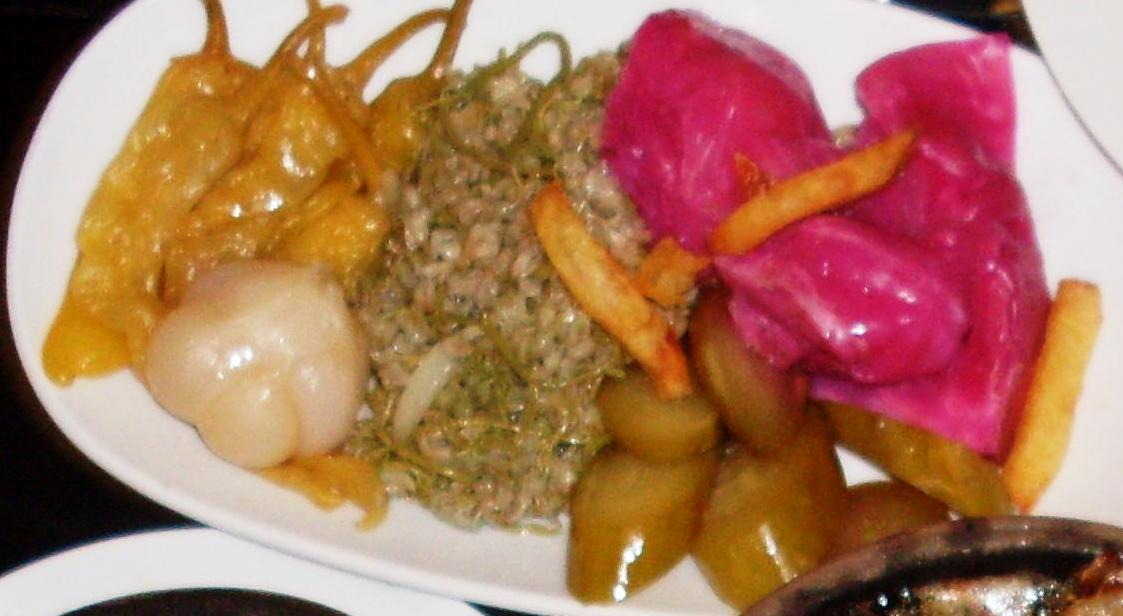
Мжавеули (слева направо): маринованный зелёный перец, маринованный чеснок, джонджоли, капуста по-гурийски, маринованные огурцы

Мжавеули (груз. მჟავეული; мжаве — кислый) — грузинские разносолы, которые подаются к столу помимо основного блюда.

## Составные части

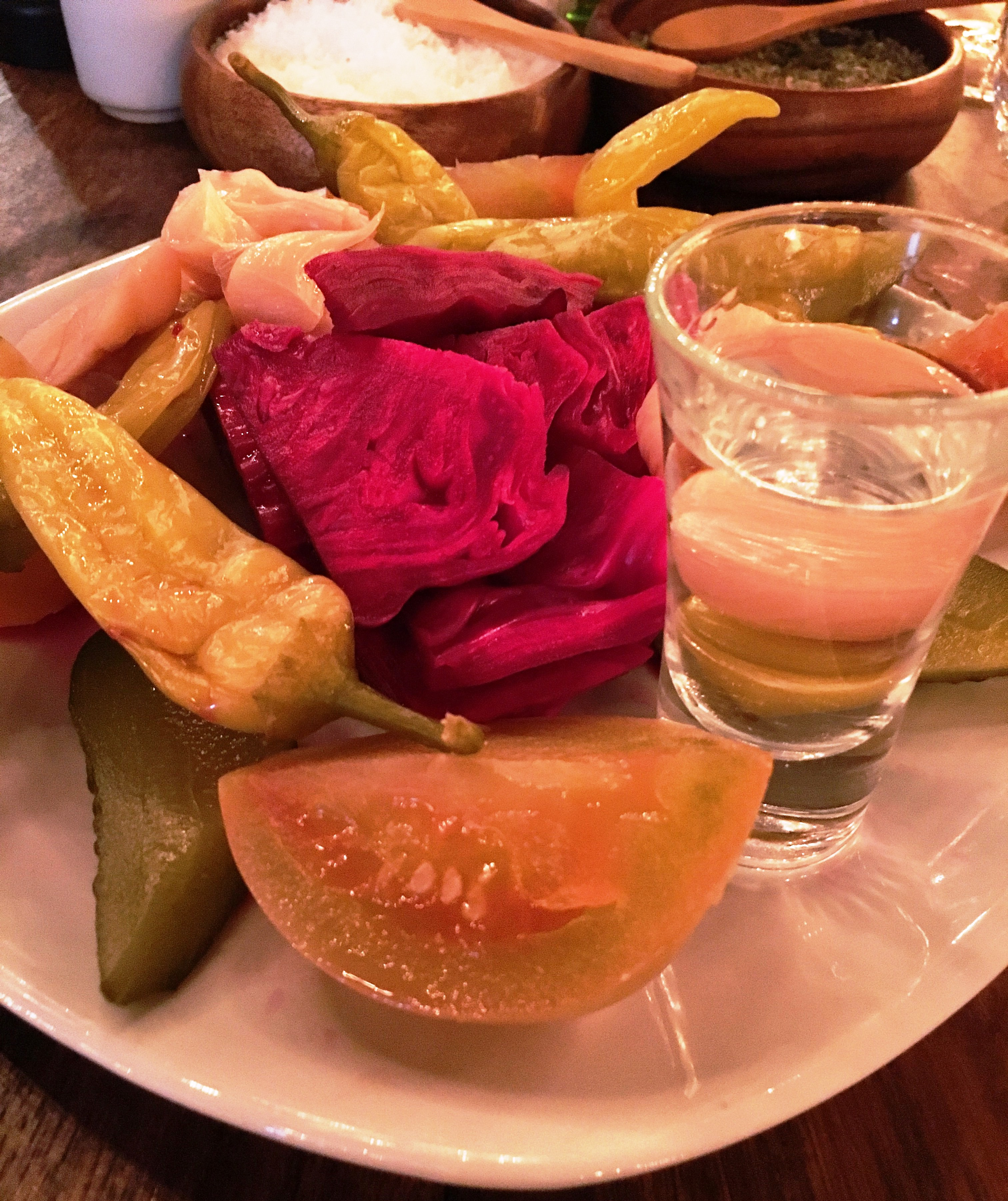
Мжавеули, поданные со стопкой чачи

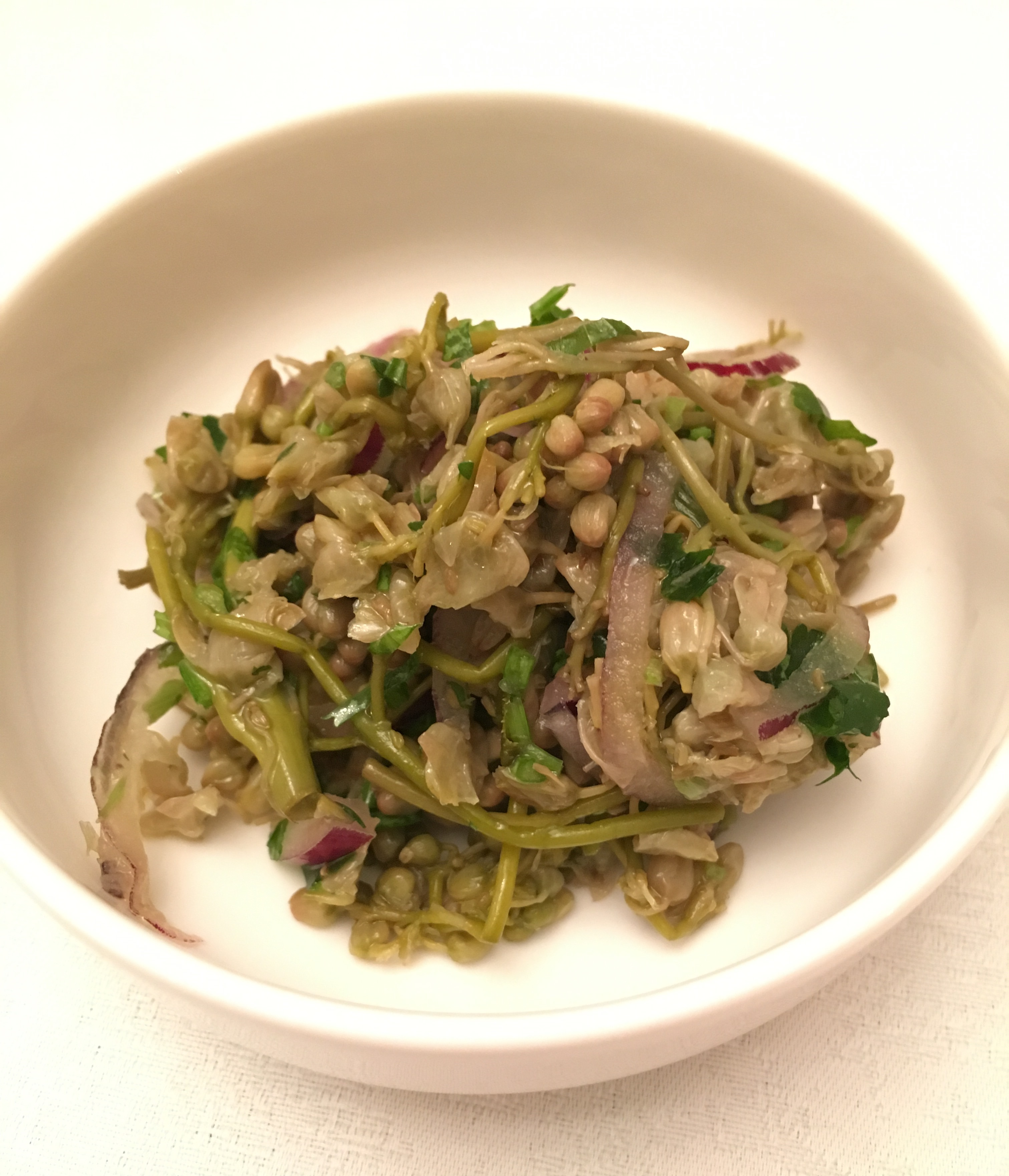
Джонджоли в маринованном виде

Мжавеули в разных вариантах может содержать различные разносолы: помидоры (красные и зелёные), перцы, лук-порей, чеснок, капусту, цветки колхидской клекачки, огурцы.

### Мжаве комбосто
Мжаве комбосто (груз. მჟავე კომბოსტო) — капуста по-грузински (по-гурийски). Основными компонентами выступают белокочанная капуста, корнеплод свёклы, сельдерей, чеснок и острый стручковый перец.

### Мжаве ниори
Мжаве ниори (груз. მჟავე ნიორი) — маринованный чеснок. Для приготовления используют молодой чеснок. В качестве рассола применяют винный уксус и воду. Иногда добавляют гранатовый сок и свежий тархун.

### Джонджоли
Джонджоли (груз. ჯონჯოლი) — квашенные соцветия колхидской клекачки, по вкусу напоминающие каперсы. После черырёх-шести недель засолки их отжимают от рассола, приправляют растительным маслом, репчатым и зелёным луком, а также винным уксусом.